# Microstylum nigrescens
Microstylum nigrescens là một loài ruồi trong họ Asilidae. Microstylum nigrescens được Ricardo miêu tả năm 1900. Loài này phân bố ở vùng nhiệt đới châu Phi.